# Kovači, Kraljevo
Kovači (izvirno srbsko Ковачи) je naselje v Srbiji, ki upravno spada pod Občino Kraljevo; slednja pa je del Raškega upravnega okraja.

## Demografija
V naselju živi 1031 polnoletnih prebivalcev, pri čemer je njihova povprečna starost 37,9 let (38,0 pri moških in 37,8 pri ženskah). Naselje ima 402 gospodinjstev, pri čemer je povprečno število članov na gospodinjstvo 3,23.
To naselje je, glede na rezultate popisa iz leta 2002, večinoma srbsko.
|  |

| Demografija | Demografija     | Demografija     |
| Leto        | Št. prebivalcev | Št. prebivalcev |
| ----------- | --------------- | --------------- |
|             |                 |                 |
|             |                 |                 |
|             |                 |                 |
|             |                 |                 |
| 1948        | 352             |                 |
| 1953        | 397             |                 |
| 1961        | 711             |                 |
| 1971        | 1858            |                 |
| 1981        | 880             |                 |
| 1991        | 950             | 900             |
| 2002        | 1315            | 1297            |
|             |                 |                 |

| Etnična sestava po popisu iz leta 2002 | Etnična sestava po popisu iz leta 2002 | Etnična sestava po popisu iz leta 2002 | Etnična sestava po popisu iz leta 2002 | Etnična sestava po popisu iz leta 2002 |
| -------------------------------------- | -------------------------------------- | -------------------------------------- | -------------------------------------- | -------------------------------------- |
| Srbi                                   | Srbi                                   |                                        | 1.281                                  | 98,76%                                 |
| Ukrajinci                              | Ukrajinci                              |                                        | 1                                      | 0,07%                                  |
| Makedonci                              | Makedonci                              |                                        | 1                                      | 0,07%                                  |
| Neznano                                | Neznano                                |                                        | 14                                     | 1,07%                                  |